# Neustrašimyj (cacciatorpediniere)
Il Neustrašimyj (progetto 41 secondo la classificazione russa) era un cacciatorpediniere costruito per la Marina Sovietica negli anni cinquanta.
Fu la prima nave sovietica a ricevere un nome in codice NATO ufficiale: classe Tallinn.

## Sviluppo
Il Neustrašimyj fu la prima nave sovietica progettata interamente nel dopoguerra. Infatti, la classe Skoryj era stata essenzialmente concepita nel periodo immediatamente precedente alla Seconda guerra mondiale.
Questa nave avrebbe dovuto essere la capoclasse di una serie particolarmente numerosa, ma rimase l'unica della sua classe costruita.
Il cacciatorpediniere venne costruito nei Cantieri Zhdanov di Leningrado. I lavori iniziarono nel 1950, lo scafo venne varato nel 1951 ed il 28 gennaio 1952 iniziarono le prove in mare. Queste furono piuttosto lunghe, e si conclusero dopo circa tre anni. La nave entrò ufficialmente in servizio con la Flotta del Baltico il 31 gennaio 1955.

## Tecnica ed armamento
Dal punto di vista tecnico, la nave aveva numerose migliorie rispetto ai modelli precedenti. In particolare, modifiche ai cannoni, introduzione di mortai antisommergibile ed un nuovo impianto propulsivo, con una turbina ad alta pressione. Inoltre, le soluzioni progettuali adottate permettevano a questa nave di essere idonea anche a sopravvivere ad attacchi NBC.
Un problema riguardò la forma della prua, che tendeva a bagnarsi eccessivamente durante la navigazione.
L'armamento era piuttosto pesante, e comprendeva quattro cannoni da 130 mm in due torri binate, otto da 45 mm in due torri quadriate, dieci tubi lanciasiluri in due impianti da cinque tubi l'uno, due mortai antisommergibile (prima nave sovietica ad imbarcare armi simili) e sei lanciatori di cariche di profondità.

## Il servizio e gli ulteriori sviluppi
La nave entrò in servizio il 31 gennaio 1955 e venne radiata nel febbraio 1974.
Il Neustrašimyj rimase l'unico esemplare della classe Tallinn costruito perché il progetto si rivelò troppo grande e non adatto alla costruzione in serie. Per questa ragione, venne sviluppata una versione modificata, la classe Kotlin, che aveva un dislocamento minore (2 662 tonnellate).
Tuttavia, il progetto del cacciatorpediniere venne venduto alla Cina, e divenne la base per i classe Luda. Però, analizzando progetti e caratteristiche tecniche, pare che in realtà i Luda siano basati sui Kotlin, anche se come dimensioni sono riconducibili al progetto 41.